# Veronica Ormachea Gutierrez
Veronica Ormachea Gutierrez (Nova York, 30 de julho 1956) é uma escritora e jornalista boliviana. É membro de número da Académica Boliviana da Língua “Cadeira M” correspondente da Real Academia Espanhola.

## Resenha biográfica
Nascida em Nova York a 30 de julho de 1956.  Nasceu nos Estados Unidos devido ao exílio de seus pais aquando da revolução de 1952. É filha do industrial Víctor Ormachea Zalles e de Martha Gutiérrez. Casou-se com Ramiro Montes Sáenz e tem dois filhos: Verónica e Ramiro Montes Ormachea.
Graduou-se em Estudos Interdisciplinarios em Comunicações, Instituições Legais, Economia e Governo na American University em Washington, D.C. 1980.  Obteve o Diploma Superior de Língua e Civilização Francesa em Sorbona em ano 1983 . Ingressou, em 1997, no mestrado em Ciências Políticas, Menção em Estudos bolivianos na Universidade de San Simón de Cochabamba (CESU CEBEM). 
Participou no Programa Executivo para lideres do desenvolvimento da Kennedy School of Government de Harvard, em 1999.
Trabalhou como servidor público diplomático no Ministério de Relações Exteriores de Bolívia.
Teve filhos e dedicou-se a escrever. Recebeu o prémio Franz Tamayo pela Criação Literária da Associação de Jornalistas de La Paz (APLZ) o 2001.
A partir desse ano iniciou-se como colunista no jornal A Razão de Bolívia  até 2010, ano em que se fundou o jornal independente Página Sete de Bolívia  onde escreve até à actualidade.
O Ministério de Culturas e Turismo de Bolívia outorgou-lhe um diploma “Em reconhecimento pelo mérito à trajectória e produção literária como valiosa contribuição ao desenvolvimento artístico e cultural do país” em 2009. Também escreve em jornais digitais como SudamericaHoy  e Mundiario 
Foi jurado do Prémio Cervantes em 2015 . É membro do PEN internacional.

## Obras
- Entierro sin muerte - El secuestro de Doria Media por el MRTA, La Paz Crónica. ISBN 99905-2-038-0 (1998)
  - Buried Alive. The kidnapping of Doria Medina by the MRTA. Translation Leif Yourston. Non-fiction. ISBN 978-99954-52-89-6 (2012)
- Los ingenuos La Paz, Alfaguara, Novela. ISBN 978-99905-924-3-6 (2007)
- Los infames La Paz, Ed. Gisbert. ISBN 978-99974-834-5-4 (2016)
- Los infames Madrid, Ed. Lord Byron, Novela. ISBN 978-84-9949-891-1 (2016)
- El Che, Miradas personales Participan otros autores. Ed.Plural. Ensayo. ISBN 978-99954-1-802-1 (2017)
- Hochschild´s Passports. USA. Lazy Publisher. Historical novel. Translation Katie Fry. ISBN 9781623751357 (2019)

## Distinções
- Ganhadora (Prémio Franz Tamayo, 2001)
- Ganhadora (Prémio pelo Mérito e Trajectória, 2009)
- Finalista (Prémio Nacional de Novela, 2007)